# Your Power
| Оценки критиков | Оценки критиков |
| Источник        | Оценка          |
| --------------- | --------------- |
| The Guardian    | [ 2 ]           |
| NME             | [ 3 ]           |

«Your Power» (с англ. — «Твоя сила») — песня американской певицы Билли Айлиш, вышедшая 29 апреля 2021 года на лейблах Darkroom и Interscope Records, как третий сингл из второго студийного альбома Happier Than Ever. Айлиш и её брат Финнеас О’Коннелл написали её в соавторстве, в то время как последний занимался продюсированием.

## История
28 апреля 2021 года Айлиш выпустила отрывок из баллады «Your Power», с акустическими инструментами. Что касается трека, Айлиш заявила, что «Это одна из моих любимых песен, которые я когда-либо написала. Я чувствую себя очень уязвимой, выкладывая эту песню, потому что она так близка к моему сердцу. Речь идёт о множестве различных ситуаций, свидетелями которых мы все являемся. Я надеюсь, что смогу вдохновить на перемены. Постарайтесь не злоупотреблять своей властью».

## Композиция
Критики, охарактеризовавшие песню как фолк-балладу, отметили контраст в тембре между треком и более ранними работами Айлиш. Алексис Петридис из газеты The Guardian написал, что песня «сбавляет обороты электроники саундтрека из фильма ужасов предыдущего альбома Айлиш» в пользу чего-то более сдержанного … в нём нет ничего, кроме акустической гитары и пропитанного реверберацией голоса Айлиш"; после этого Петридис отметил стилистическое влияние группы Mazzy Star и певицы Ланы Дель Рей. Бриттани Спанос из журнала Rolling Stone разделила схожие мнения, написав, что «Айлиш поёт поверх нежного риффа акустической гитары».

## Музыкальное видео
Вместе с песней было выпущено сопутствующее музыкальное видео. Видео сняла сама Айлиш. В нём изображена Айлиш, поющая песню на склоне горы. Позже появляется 80-фунтовая (36 кг) анаконда и медленно обвивается вокруг Айлиш.

## Награды и номинации
| Год  | Организация             | Награда        | Результат | Ссылка |
| ---- | ----------------------- | -------------- | --------- | ------ |
| 2021 | MTV Video Music Awards  | Video for Good | Победа    | [ 14 ] |
| 2021 | MTV Video Music Awards  | Best Direction | Номинация | [ 14 ] |
| 2021 | MTV Europe Music Awards | Video for Good | Победа    | [ 15 ] |

## Чарты
| Чарт (2021)                                  | Высшая позиция |
| -------------------------------------------- | -------------- |
| Австралия (ARIA)                             | 9              |
| Австрия (Ö3 Austria Top 40)                  | 8              |
| Бельгия/Фландрия (Ultratop 50)               | 17             |
| Бельгия/Валлония (Ultratop 50)               | 47             |
| Канада (Billboard Canadian Hot 100)          | 6              |
| Чехия (Singles Digitál Top 100)              | 7              |
| Финляндия (Suomen virallinen lista)          | 2              |
| Германия (GfK)                               | 17             |
| Мир (Billboard Global 200)                   | 6              |
| Ирландия (IRMA)                              | 3              |
| Италия (FIMI)                                | 42             |
| Литва (AGATA)                                | 1              |
| Нидерланды (Dutch Top 40)                    | 27             |
| Нидерланды (Single Top 100)                  | 9              |
| Новая Зеландия (Recorded Music NZ)           | 5              |
| Норвегия (VG-lista)                          | 2              |
| Швеция (Sverigetopplistan)                   | 3              |
| Швейцария (Schweizer Hitparade)              | 4              |
| Великобритания (OCC UK Singles)              | 5              |
| США (Billboard Bubbling Under Hot 100)       | 15             |
| США (Billboard Hot 100) ·                    | 10             |
| США (Billboard Adult Pop Airplay)            | 31             |
| США (Billboard Pop Airplay)                  | 20             |
| США (Billboard Hot Rock & Alternative Songs) | 2              |
| США (Billboard Rock & Alternative Airplay)   | 17             |

| Чарт (2021)                                   | Позиция |
| --------------------------------------------- | ------- |
| США (Hot Rock & Alternative Songs, Billboard) | 17      |

## Сертификации
| Регион                                                                      | Сертификация  | Продажи |
| --------------------------------------------------------------------------- | ------------- | ------- |
| Австралия (ARIA)                                                            | Платиновый    | 70 000  |
| Австрия (IFPI Austria)                                                      | Золотой       | 15 000  |
| Бразилия (ABPD)                                                             | 3× Платиновый | 120 000 |
| Дания (IFPI Danmark)                                                        | Золотой       | 45 000  |
| Франция (SNEP)                                                              | Золотой       | 100 000 |
| Италия (FIMI)                                                               | Золотой       | 50 000  |
| Мексика (AMPROFON)                                                          | Золотой       | 70 000  |
| Польша (ZPAV)                                                               | Золотой       | 25 000  |
| Португалия (AFP)                                                            | Золотой       | 5000    |
| Испания (PROMUSICAE)                                                        | Золотой       | 30 000  |
| Великобритания (BPI)                                                        | Золотой       | 400 000 |
| Данные о продажах + прослушиваниях приведены только на основе сертификации. |               |         |

## История релиза
| Страна | Дата           | Формат                     | Лейбл               | Источники |
| ------ | -------------- | -------------------------- | ------------------- | --------- |
| Разные | 29 апреля 2021 | Цифровые загрузки стриминг | Darkroom Interscope | [ 54 ]    |
| Италия | 30 апреля 2021 | Contemporary hit radio     | Universal           | [ 55 ]    |
| США    | 4 мая 2021     | Contemporary hit radio     | Darkroom Interscope | [ 56 ]    |
| США    | 4 мая 2021     | Alternative radio          | Darkroom Interscope | [ 57 ]    |